# Káto Alissós
Káto Alissós, en grec moderne : Κάτω Αλισσός, est un village du dème d'Achaïe-Occidentale, district régional d'Achaïe, en Grèce-Occidentale.
Selon le recensement de 2011, la population du village compte 469 habitants.